# Serbia (więzienie)

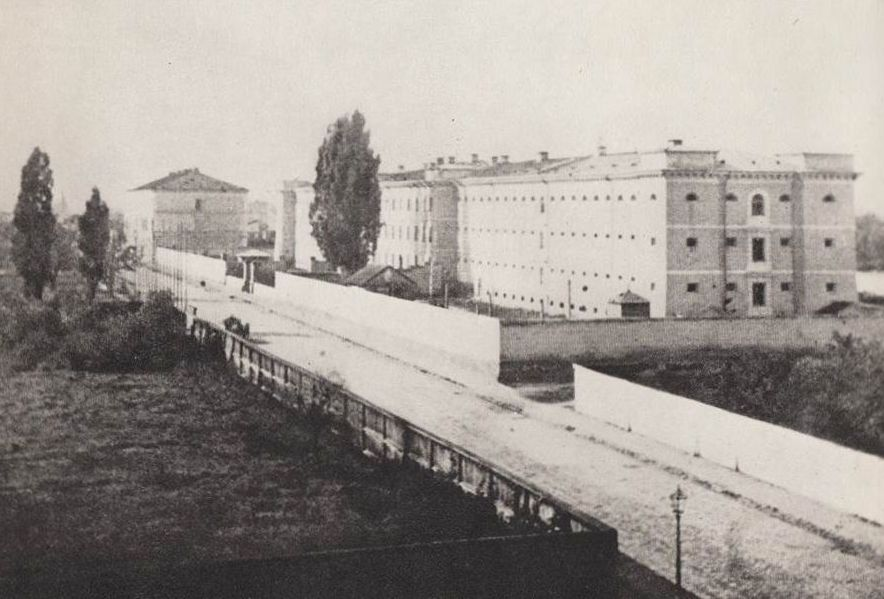
Kompleks Pawiaka w 1864. Budynek Serbii pierwszy z lewej

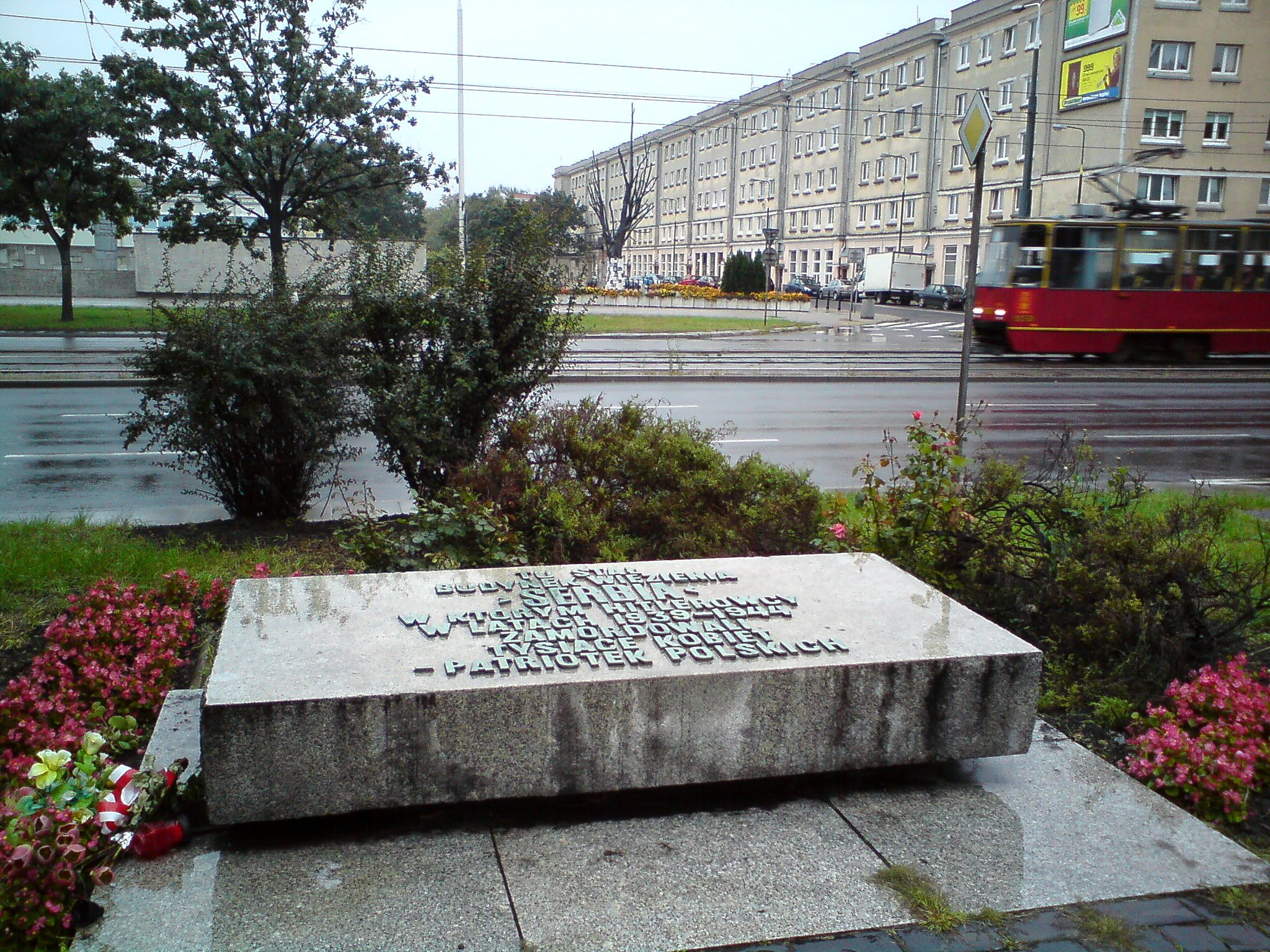
Upamiętnienie Serbii – płyta odsłonięta w 1965

Serbia – oddział kobiecy więzienia Pawiak, znajdującego się w latach 1835–1944 przy ul. Dzielnej 24/26 w Warszawie.

## Historia
Budynek Serbii wzniesiony został najprawdopodobniej w latach 1830–1835 z przeznaczeniem na kryminalne więzienie dla kobiet. Po 1863 w budynku znajdowało się więzienie polityczne dla kobiet, wśród osadzonych były m.in. Natalia Gąsiorowska, Wera Kostrzewa i Róża Luksemburg.
W latach 1877–1878, w czasie wojny rosyjsko-tureckiej (tzw. serbskiej) w budynku więzienia umieszczono szpital wojskowy. Od niego oddział więzienia uzyskał swoją zwyczajową nazwę. Mieszkańcy Warszawy zwykle nazywali Pawiakiem cały kompleks więzienia, tj. zarówno właściwy Pawiak (oddział męski), jak i Serbię (oddział kobiecy).
W latach 1939–1944 budynek Serbii razem z całym Pawiakiem został przejęty przez Gestapo. Był on przewidziany na 250 miejsc, jednak w czasie okupacji liczba osadzonych w nim kobiet sięgała 800.
21 sierpnia 1944 Niemcy wysadzili kompleks więzienny Pawiaka wraz z budynkiem Serbii w powietrze.
Po wojnie Pawiak nie został odbudowany. Jego teren częściowo zajęto pod budowę ulicy Juliana Marchlewskiego (obecnie al. Jana Pawła II).

## Personel (m.in.)
- Ludwika Krysiak
- Wanda Gawryłow-Jankowska

## Upamiętnienie
- W 1965 na rogu obecnej al. Jana Pawła II i ul. Dzielnej odsłonięto płytę upamiętniającą miejsce, gdzie znajdowała się Serbia[3].